# Марш Макленнан
Marsh & McLennan Companies, Inc., яка веде бізнес як Marsh McLennan, є міжнародною професійною компанією зі штаб-квартирою в Нью-Йорку, яка займається брокерською діяльністю у сфері страхування, управління ризиками, перестрахуванням, управлінням талантами, інвестиційним консультуванням та управлінським консультуванням. Її чотири основні операційні компанії: Marsh, Guy Carpenter, Mercer і Oliver Wyman.
Марш Макленнан посів № 212 у рейтингу Fortune 500 2018 року, 24-й рік існування компанії в щорічному списку Fortune і № 458 у рейтингу Forbes Global 2000 List 2017.
У 2017 році Business Insurance поставило Marsh McLennan на перше місце серед найбільших страхових брокерів у світі.

## Історія

### Основа та ранні роки

Попередній логотип компаній Marsh & McLennan

Генрі В. Марш і Дональд Р. Макленнан заснували Burroughs, Marsh & McLennan у Чикаго в 1905 році. У 1906 році вона була перейменована на Marsh & McLennan
Перестрахувальну компанію Guy Carpenter & Company було придбано в 1923 році, через рік після її заснування Гаєм Карпентером. У 1959 році вона придбала консалтингову фірму Mercer, що займається людськими ресурсами.
1960-ті роки були особливо помітними для розвитку компанії, включаючи первинне публічне розміщення акцій у 1962 році та реорганізацію 1969 року, яка запровадила конфігурацію холдингової компанії, коли компанія пропонувала клієнтам свої послуги під прапорами окремих керованих компаній.
У 1970 році компанія придбала Putnam Investments, додавши до свого портфеля бізнес взаємних фондів (і продавши його в 2007 році).

#### Темпл, Баркер і Слоун
У 1987 році Marsh & McLennan придбала консалтингову компанію Temple, Barker & Sloane. Компанія Temple, Barker & Sloane, заснована в Лексінгтоні, штат Массачусетс, у 1969 році, досягла швидкого успіху в галузі управлінського консалтингу. У відвертому інтерв'ю The Christian Science Monitor Карл Слоун сказав: «У 1960-х роках, якщо у вас був Гарвардський ступінь MBA, синій саржевий костюм і проїзний авіаквиток, ви були консультантом». Але коли почався спад у 1980-х роках, він зауважив, що "тепер у клієнтів є свої яскраві дипломи MBA, і ви повинні пропонувати низку спеціалізованих послуг.''
Temple, Barker & Sloane спеціалізуються на управлінні ланцюгами постачання, транспортуванні та фінансових послугах. Вони провели дослідження для Берегової охорони Сполучених Штатів, щоб визначити, чи повинна країна підписати міжнародні нафтові протоколи в 70-х роках; реструктурували American Presidential Lines, яка стала найбільшою американською судноплавною компанією в Тихому океані у 1980-х роках і знайшли альтернативне використання державних вагонів, коли популярність вантажних поїздів впала в 1990-х. У фірмі також працювала Бурунда Прінс, яка згодом стала першою жінкою-консультантом з питань кольору в Bain & Company .
У 1971 році голова правління фірми дав експертне свідчення, аналізуючи вплив Закону про енергетичну політику та збереження на основі досвіду Temple, Barker & Sloane у галузі морського транспорту. Конгресмен США Едвард Гармац оголосив це найкращою презентацією, яку він коли-небудь бачив або чув за багато років перебування у Конгресі.
У 1983 році Міністерство сільського господарства США доручило фірмі розслідувати заяви екологічного активіста Ральфа Нейдера про погані правила щодо м'яса та птиці. Коли Нейдер виявив, що відповідь Міністерства сільського господарства США було передано за контрактом, він назвав проєкт «жалюгідною тратою грошей платників податків». Представник Міністерства сільського господарства підтвердив, що Temple, Barker & Sloane уклали загальний контракт на 100 000 доларів США, і заявив: «Ми попросили їх розглянути звинувачення Нейдера та деякі інші завдання… Це не є незвичним мати зовнішню фірму яка б подивилася, коли проти департаменту висувають серйозні звинувачення». Прочитавши звіт фірми, представник США Том Харкін вирішив не проводити слухань щодо звинувачень Нейдера, заявивши, що він «задоволений тим, що адміністрація Рейгана не ставить під загрозу національну програму перевірки м'яса та птиці».
На момент придбання фірма коштувала приблизно 45 доларів мільйонів доларів США 1987 року, або понад 100 доларів США мільйонів сьогодні.

### Злиття зі Strategic Planning Associates
У 1989 році міжнародна консалтингова фірма з менеджменту Strategic Planning Associates, розташована у Вашингтоні, округ Колумбія, об'єдналася з Marsh & McLennan. Заснована колишнім співробітником Boston Consulting Group Уокером Льюїсом у 1981 році, Strategic Planning Associates застосовувала концепції обчислювальної техніки до стратегічного консультування. Станом на 1986 рік консультаційна компанія коштувала 25 мільйонів доларів у 1990 році, але лише два клієнти давали понад 40 % їх доходу. Коли один із цих клієнтів покинув фірму в 1987 році, Льюїс дедалі більше переконувався, що фірма надто мала, щоб досягти успіху, і визнав The Washington Post, що «консалтингова компанія значного розміру має складатися з 2000 професіоналів або більше… це проста математика.»

### Mercer Management Consulting
У 1990 році компанія Temple Barker & Sloan була об'єднана зі компанією Strategic Planning Associates, щоб створити компанію Mercer Management Consulting.

### Розвиток, що привів до поточної структури
У 1997 році компанія значно розширила свій страховий брокерський бізнес, придбавши за 1,8 мільярда доларів Johnson &amp; Higgins, яка на той час була одним із найбільших конкурентів MMC у брокерському бізнесі. Придбання відбулося під час консолідації в галузі та підняло Marsh & McLennan на перше місце серед Aon як найбільшого у світі страхового брокера.
Протягом 2000-х років компанія ще більше трансформувала та зосередила свою операційну стратегію шляхом різноманітних придбань та відчуження інвестицій у своїх дочірніх компаніях, зокрема:
- У 2000 році консультаційний підрозділ компанії Marsh & McLennan, Mercer, придбав Delta Consulting Group за її досвід організаційного розвитку та управління змінами.[31]
- У 2003 році компанія придбала Oliver Wyman, консалтингову компанію з управління, яка має велику кількість клієнтів у сфері фінансових послуг.[32] Придбання послужило трансформації MMC з компанії, відомої переважно своїми страховими брокерськими послугами, на компанію з повноцінною практикою управлінського консультування, яка конкурує з McKinsey, Boston Consulting Group та іншими.
- У 2007 році Marsh & McLennan продала свій бізнес пайового фонду Putnam Investments Power Financial Corp. за 3,9 мільярда доларів у вигляді продажу, що має на меті зосередити материнську компанію на бізнесі ризиків і людського капіталу.[10]
- Також у 2007 році компанія оголосила, що її страховий брокерський підрозділ, Marsh, отримав першу ліцензію на ведення страхового брокерського бізнесу в Китаї іноземною компанією, що повністю належить їй.[33]
- У травні 2007 року компанія об'єднала три консалтингові підрозділи Mercer — Mercer Delta Consulting, Mercer Oliver Wyman і Mercer Management Consulting — в Oliver Wyman.
- У 2010 році компанія продала Kroll, свій відділ корпоративної розвідки та розслідувань, компанії Altegrity Inc. за 1,13 мільярда доларів. До цієї остаточної угоди та відчуження Marsh & McLennan продавали менші підрозділи в Kroll, щоб зосередитися на своєму основному ризиковому та консалтинговому бізнесі.[34]
- У вересні 2018 року компанія погодилася придбати лондонську Jardine Lloyd Thompson за £4,3 млрд.[35] Трансакцію було завершено 1 квітня 2019 року.[36]

У липні 2017 року Marsh & McLennan Cos. зайняла перше місце в списку найбільших у світі брокерів Business Insurance .

### Атаки 11 вересня
Під час терактів 11 вересня 2001 року в Сполучених Штатах корпорація мала офіси на восьми поверхах, з 93 по 100, Північної вежі Всесвітнього торгового центру. Коли рейс 11 American Airlines врізався в будівлю, її офіси займали всю зону зіткнення, з 93 по 99 поверхи. Усі, хто був присутній в офісах компанії в день нападу, загинули, оскільки всі сходові клітки та ліфти, що проходили через зону удару, були зруйновані або заблоковані аварією або прямим ударом літака, що врізався у вежу, де перебувала компанія; фірма втратила 295 співробітників і 63 підрядників. Меморіал загиблим 11 вересня розташований на площі поруч із штаб-квартирою Марша Макленнана в Нью-Йорку за адресою 1166 Avenue of the Americas.

### Розслідування зловживань на торгах 2004 року
У 2004 році Marsh, страховий брокерський підрозділ компанії, був втягнутий у скандал зі зловживаннями, який торкнувся більшої частини страхової галузі, включаючи брокерських конкурентів Aon і Willis Group, а також страхову компанію AIG. У судовому процесі Еліот Спітцер, тодішній генеральний прокурор штату Нью-Йорк, звинуватив Марша в тому, що він не працював неупередженим брокером, що призвело до збільшення витрат для клієнтів і збільшення доходів для Марша. На початку 2005 року Марш погодився виплатити 850 мільйонів доларів для врегулювання позову та компенсації клієнтам, чиє комерційне страхування було організовано з 2001 по 2004 рік
Значна частина корпоративної стратегії Marsh & McLennan, починаючи з 2005 року, ґрунтувалася на зусиллях оговтатися після цього бурхливого періоду, що зрештою призвело до нинішньої організації фірми та спрощеного фокусування на страхових послугах і консалтингу.

### Джардін Ллойд Томпсон (JLT)
У вересні 2018 року Marsh & McLennan зробили пропозицію британській фінансовій компанії JLT, оцінивши цю компанію в 4,3 мільярда фунтів. Трансакцію було завершено 1 квітня 2019 року

### Марш Макленнан
У квітні 2021 року компанія Marsh & McLennan Companies змінила бренд на Marsh McLennan, що збіглося зі 150-річчям дочірньої компанії Marsh.

## Операційні сегменти та дочірні підприємства
Компанія Marsh & McLennan Companies складається з двох основних бізнес-сегментів: послуги зі страхування ризиків і консалтингу.

### Послуги з ризиків і страхування
- Marsh, яка надає консультації щодо страхового посередництва та управління ризиками, зокрема стратегічне, кібернетичне,[46][47] майнове, нещасних випадків, корпоративне управління ризиками, управління кризовими ситуаціями тощо.[48][49] Джон Дойл був президентом і генеральним директором Marsh у 2017—2022 роках, а 1 січня 2023 року змінив Дена Глейзера на посаді президента та генерального директора материнської компанії MMC[50][51]
- Гай Карпентер, посередник у сфері ризиків і перестрахування[52]

### Консультування
- Mercer, що пропонує консультаційні послуги з охорони здоров'я, пенсії, талантів та інвестицій[52]
- Oliver Wyman, низка управлінських консалтингових фірм (включаючи Oliver Wyman, Lippincott і NERA Economic Consulting)[53]